# Beurs van Casablanca
De Beurs van Casablanca (Arabisch: بورصة الدار البيضاء; Frans: La Bourse de Casablanca) is een effectenbeurs in Casablanca (Marokko).
De Beurs van Casablanca (CSE) behoort tot de best presterende beurzen in de MENA-regio (het Midden-Oosten en Noord-Afrika), en is de derde grootste aandelenbeurs van Afrika, na de Johannesburg Securities Exchange (Zuid-Afrika) en de Nigerian Exchange Group in Lagos. Ze werd opgericht in 1929 en telt 19 leden en 81 genoteerde effecten, met een totale marktkapitalisatie van 71,1 miljard dollar in 2018.
De beurs is relatief modern, aangezien ze hervormd werd in 1993. De CSE installeerde een elektronisch handelssysteem en is nu georganiseerd in twee markten: de Centrale Markt en een Blokhandelmarkt voor grote transacties.
In 1997 opende de CSE een centraal effectenregister, genaamd Maroclear.